# The Real McCoy (Beverly Hills, 90210)
The Real McCoy is de negenentwintigste aflevering van het vijfde seizoen van het tienerdrama Beverly Hills, 90210, die voor het eerst werd uitgezonden op 10 mei 1995.

## Verhaal
Als Brandon de laatste vergadering leidt als voorzitter van de studentenraad wordt dit gevierd door aanwezigheid van zijn ouders en vrienden. Dan besluit hij zich verkiesbaar te stellen voor nog een termijn als voorzitter. In het begin is dat makkelijk omdat er geen tegenkandidaten zijn, maar als dan plotseling het nieuws komt dat het collegegeld omhoog gaat en Alex zich ook verkiesbaar stelt komen de problemen voor Brandon. Alex wint de verkiezingen met flinke cijfers.
Valerie begint ineens gevoelens te krijgen voor Brandon en flirt openlijk met hem, tot ergernis van David en Clare. Zij waarschuwen haar om afstand te nemen maar het lijkt dat dit tot dovemansoren is gericht.
Dylan gaat weer onder hypnose en ziet zich terug in het wilde westen als leider van een bandietenbende. Hij leidt overvallen en nu overvalt hij een postkoets met daarin een domineefamilie met een dochter die verdacht veel op Kelly lijkt. Hij blijft aan haar denken en besluit het overvallen te verlaten en gaat met de dochter een normaal leven opbouwen. Hun leven gaat zijn gangetje maar dan komen zijn oude maten hem waarschuwen dat zijn ex-vriendin gevangen is genomen en opgehangen wordt. Hij besluit haar te redden, dat lukt maar daarna wordt hij neergeschoten en overlijdt. Als hij weer terug is naar nu dan beseft hij dat hij een zielsverband heeft met Kelly. Kelly is met Steve in New York voor een foto-opdracht en Kelly vindt daar allemaal berichten van Dylan die haar wil spreken over zijn ontdekking.
Jim maakt zich zorgen over zijn baan, er schijnen allemaal vergaderingen gehouden te zijn zonder dat hij daarbij mocht zijn.
Jesse heeft een aanbod gekregen om als leraar te beginnen op de Yale-universiteit. Hij wil dit alleen aannemen als zij Andrea aannemen op de medische opleiding. Ze gaan akkoord en nu gaan ze naar Yale.

## Rolverdeling
- Jason Priestley - Brandon Walsh
- Jennie Garth - Kelly Taylor
- Ian Ziering - Steve Sanders
- Gabrielle Carteris - Andrea Zuckerman
- Luke Perry - Dylan McKay
- Brian Austin Green - David Silver
- Tori Spelling - Donna Martin
- Tiffani Thiessen - Valerie Malone
- Carol Potter - Cindy Walsh
- James Eckhouse - Jim Walsh
- Mark D. Espinoza - Jesse Vasquez
- Joe E. Tata - Nat Bussichio
- Kathleen Robertson - Clare Arnold
- Jamie Walters - Ray Pruit
- F.J. Rio - Alex Diaz
- Gregg Daniel - Dean Whitmore
- Jeffrey King - Charley Rawlins
- Jane Daly - Dr. Molly Campbell
- Natalie Venetia Belcon - Janice Williams